# 小行星1736
小行星1736（1736 Floirac）是一颗绕太阳运转的小行星，为主小行星带小行星。该小行星于1967年9月6日发现。
該小行星以法國波爾多市郊的弗洛拉克（Floirac）命名。

## 轨道参数
小行星1736的轨道半长轴为2.2283535 UA，离心率为0.169。